# Trichoridia ochraceorufida
Trichoridia ochraceorufida är en fjärilsart som beskrevs av Embrik Strand 1921. Trichoridia ochraceorufida ingår i släktet Trichoridia och familjen nattflyn. Inga underarter finns listade i Catalogue of Life.